# Dyckia beateae
Dyckia beateae är en gräsväxtart som beskrevs av Elvira Angela Gross och Werner Rauh. Dyckia beateae ingår i släktet Dyckia och familjen Bromeliaceae. Inga underarter finns listade i Catalogue of Life.